# Dzsahángír oszmán herceg
Dzsahángír herceg (oszmán-török írással الأمير جيهانغير modern török: Cihangir; a perzsa eredetű név jelentése: „világhódító”; Isztambul, 1531. december 9. – Aleppó, 1553. november 27.) oszmán herceg, I. Szulejmán oszmán szultán és Hürrem szultána legkisebb fia.

## Élete
1531-ben született, Szulejmán és Hürrem hatodik, utolsó gyermekeként. Testvérei Mehmet, Mihrimah, Abdullah (csecsemőként meghalt), Szelim és Bajazid. Féltestvére Musztafa, Mahidevran hatun fia, az első számú trónörökös. Dzsahángír betegen született és egész életében szenvedett, betegsége miatt felnőtt korára púpossá vált. Valószínűleg épp emiatt lett mindkét szülőjének kedvenc gyermeke, és nyomoréksága abban is szerepet játszhatott, hogy Hürrem nem követte a szokásnak megfelelően kormányzóvá kinevezett fiai valamelyikét új székhelyükre, hanem a Topkapı palotában maradhatott, ami hozzájárult ahhoz is, hogy befolyása egyre növekedett és példátlan mértéket öltött.
A herceg igen jó nevelést kapott és az egyik legintelligensebb volt testvérei között. Igen közel állt bátyjához, Musztafához, akit azonban Szulejmán 1553-ban kivégeztetett. Dzsahángír korabeli jelentések szerint a Musztafa halála miatti fájdalomba halt bele. Az isztambuli Şehzade-mecsetbe temették el, ami tíz évvel korábban meghalt bátyja, Mehmet tiszteletére épült.
Az isztambuli Cihangir városrész róla kapta a nevét, mivel Szulejmán egy famecsetet építtetett itt fia emlékére Mimar Szinánnal, a kor híres építészével.

## Alakja a kultúrában
A 2011-ben indult Szulejmán (Muhteşem Yüzyıl) című török tévésorozatban a gyermek herceget Aybars Kartal Özson, a felnőttet a 4. évadtól Tolga Sarıtaş alakítja.